# ビセルカ・ツヴェイチ
ビセルカ・ツヴェイチ（Biserka Cvejić、1923年11月5日 - 2021年1月7日）は、旧ユーゴスラビアのメゾソプラノ歌手。ユーゴスラビアだけでなく、ウィーン国立歌劇場やメトロポリタン歌劇場などでも数多くの出演機会を誇る。
ユーゴスラビア王国のクロアチア南部のイェセニツェに生まれた。幼少期に両親と共にベルギーに移住し、第2次大戦終結後にユーゴスラビアに帰国した。帰国後ベオグラード音楽院に入学し、テノール歌手のヨシップ・リジャベツに師事した。1954年にベオグラード国立歌劇場でマスネの『ウェルテル』でデビューした。続いてヴェルディの『ドン・カルロ』で大成功を収め、音楽監督のオスカー・ダノンから請われて国立歌劇場のメンバーとなる。1955年のデッカ・レコードによるロシア・オペラ録音でも、ベオグラード国立歌劇場のアンサンブルの中心歌手として参加している。
ユーゴスラビア国外では、1959年10月にウィーン国立歌劇場に『アイーダ』でデビュー。翌年3月には『ドン・カルロ』で歌うと、翌シーズンには『運命の力』、『カルメン』、『エフゲニー・オネーギン』、『パルジファル』など多様な役のオファーを受けた。同歌劇場には1978年までに23作品で約370回の出演記録を残し、「宮廷歌手」の称号が贈られている。
1961年4月にはメトロポリタン歌劇場に『アイーダ』でデビュー。1963年から1967年までは常連となり、通算で8作品で53回の出演記録を残した。イタリア・オペラだけでなく、『ホフマン物語』と『サムソンとデリラ』などのフランスオペラでも評価が高かった。
1961年11月にはスカラ座でのオスカー・ダノン指揮のプロコフィエフの『アレクサンドル・ネフスキー』に出演した。1970年と1971年に『サムソンとデリラ』でも招かれている。
日本にも1967年に第5次NHKイタリア歌劇団で来日し、ヴェルディ『ドン・カルロ』のエボリ公女を歌っている。
1978年にオペラのステージから引退して後身の指導に当たった。2021年ベオグラードにて死去。